# Trefusia zostericola
Trefusia zostericola är en rundmaskart som beskrevs av Allgen 1933. Trefusia zostericola ingår i släktet Trefusia och familjen Trefusiidae. Inga underarter finns listade i Catalogue of Life.